# Dương Ngọc Hải (chính khách)
Dương Ngọc Hải (sinh ngày 3 tháng 2 năm 1967) là chính trị gia người Việt Nam. Ông hiện là Phó Chủ tịch Thường trực Ủy ban nhân dân Thành phố Hồ Chí Minh, đại biểu Quốc hội Việt Nam khóa XV nhiệm kì 2021-2026, thuộc đoàn đại biểu Thành phố Hồ Chí Minh.
Trong Đảng Cộng sản Việt Nam, ông hiện giữ chức vụ Ủy viên Ban Thường vụ Thành ủy Thành phố Hồ Chí Minh, Phó Bí thư Ban cán sự Đảng Ủy ban nhân dân Thành phố.

## Xuất thân
Dương Ngọc Hải sinh ngày 3 tháng 2 năm 1967, quê quán ở phường Tân Khánh, thành phố Tân An, tỉnh Long An.
Ông cư trú ở Số 78/11, đường Bình Lợi, phường 13, quận Bình Thạnh, Thành phố Hồ Chí Minh.

## Giáo dục
- Từ tháng 5 năm 1985 đến tháng 3 năm 1990: Ông học Đại học Pháp lý Hà Nội, mở tại TP.HCM.[3]
- Đại học Luật Thành phố Hồ Chí Minh chuyên ngành Luật Hình sự
- Thạc sĩ luật
- Lý luận chính trị: Cao cấp

## Sự nghiệp
- 1990.4~1997.4: ông là chuyên viên tập sự, Chuyên viên tại Viện kiểm sát nhân dân TP.HCM.
- Ông gia nhập Đảng Cộng sản Việt Nam ngày 27 tháng 1 năm 1996.
- 1997.5~1998.4: Chuyên viên, Kiểm sát viên sơ cấp Viện kiểm sát nhân dân huyện Nhà Bè, TP.HCM.
- 1998.5~2003.5: Kiểm sát viên trung cấp, Bí thư Đoàn Thanh niên; Phó Trưởng phòng Kiểm sát điều tra án kinh tế, Viện kiểm sát nhân dân TP.HCM.
- 2003.6~2007.7: Ủy viên Ban chấp hành Đảng bộ Quận 3, TP.HCM; Viện trưởng Viện kiểm sát nhân dân Quận 3;
- 2007.8~2011.9: Ủy viên Ban chấp hành Đảng bộ Viện kiểm sát nhân dân TP.HCM; Trưởng phòng Thực hành quyền công tố, Kiểm sát điều tra, Kiểm sát xét xử án kinh tế, chức vụ, tham nhũng, Viện kiểm sát nhân dân TP.HCM;
- 2011.10~2015.9: Ủy viên Ban chấp hành Đảng bộ Viện kiểm sát nhân dân TP.HCM; được Ban Thường vụ Thành ủy chỉ định làm Phó Bí thư Ban cán sự Đảng Viện kiểm sát nhân dân TP.HCM vào tháng 6 năm 2015; Phó Viện trưởng Viện kiểm sát nhân dân TP.HCM.
- 2015.10 đến 2016.05.30: Ủy viên Ban Chấp hành Đảng bộ TP.HCM (nhiệm kỳ 2015 - 2020); Phó Viện trưởng Viện kiểm sát nhân dân TP.HCM.[3]
- 06/2016 đến 30/06/2019: Viện trưởng Viện kiểm sát nhân dân TP.HCM (nhiệm kì 2016-2021).
- Ngày 1 tháng 7 năm 2019, ông được bổ nhiệm giữ chức vụ Phó Trưởng ban Nội chính Thành ủy Thành phố Hồ Chí Minh trong thời hạn 5 năm.[4]
- Ngày 9 tháng 1 năm 2020, ông được trao quyết định bổ nhiệm giữ chức vụ Trưởng ban Nội chính Thành ủy Thành phố Hồ Chí Minh, thời gian giữ chức vụ là 5 năm.[5]
- Ngày 13 tháng 7 năm 2020, Theo Quyết định số 2226-QĐNS/TW, Ban Bí thư chuẩn y ông Dương Ngọc Hải, Ủy viên Ban Thường vụ Thành ủy, Trưởng Ban Nội chính Thành ủy TPHCM giữ chức Ủy viên, Chủ nhiệm Ủy ban Kiểm tra Thành ủy TPHCM nhiệm kỳ 2015-2020. Theo Quyết định số 3357-QĐNS/TU, Ban Thường vụ Thành ủy TPHCM quyết định điều động ông Dương Ngọc Hải, Ủy viên Ban Thường vụ Thành ủy, Trưởng Ban Nội chính Thành ủy đến nhận công tác tại Ủy ban Kiểm tra Thành ủy để giữ nhiệm vụ Ủy viên, Chủ nhiệm Ủy ban Kiểm tra Thành ủy nhiệm kỳ 2015-2020.
- Ngày 19 tháng 5 năm 2024, tại kỳ họp thứ 15 Hội đồng nhân dân TP.HCM khóa X đã bầu ông Dương Ngọc Hải làm Phó Chủ tịch Ủy ban nhân dân TP.HCM (tỉ lệ phiếu bầu 85/85 phiếu).[6]
- Ngày 18 tháng 6 năm 2024, tại Quyết định số 523/QĐ-TTg, Thủ tướng Chính phủ Phạm Minh Chính phê chuẩn kết quả bầu chức vụ Phó Chủ tịch UBND TPHCM nhiệm kỳ 2021-2026 đối với ông Dương Ngọc Hải, Ủy viên Ban Thường vụ Thành ủy, Chủ nhiệm Ủy ban Kiểm tra Thành ủy TPHCM.
- Ngày 08 tháng 10 năm 2024, Chủ tịch UBND TP.HCM có quyết định phân công ông Dương Ngọc Hải - Phó Chủ tịch UBND TP.HCM - làm Phó Chủ tịch Thường trực UBND TP.HCM nhiệm kỳ 2021-2026. Ông Dương Ngọc Hải có nhiệm vụ chỉ đạo, giải quyết hồ sơ, công việc hằng ngày của UBND TP.HCM và phân công phó chủ tịch, ủy viên UBND TP.HCM tham dự các hoạt động của các cơ quan trung ương, Thành ủy, HĐND TP.HCM, Ban Cán sự Đảng UBND TP.HCM, UBND TP.HCM và các cơ quan, đơn vị thuộc TP.HCM. Tổ chức triển khai và theo dõi, đôn đốc việc thực hiện quy chế làm việc của UBND TP.HCM, chương trình công tác hằng tuần, tháng, quý, năm của UBND TP.HCM. Chỉ đạo Văn phòng UBND TP.HCM trong quan hệ công tác với Văn phòng Chủ tịch nước, Văn phòng Chính phủ, Văn phòng các bộ, ngành, cơ quan Trung ương, Văn phòng Thành ủy, Văn phòng Đoàn đại biểu Quốc hội và HĐND TP.HCM.

## Đại biểu quốc hội Việt Nam khóa XIV
Ngày 4 tháng 4 năm 2016, Báo Điện tử Giáo dục Việt Nam đã có văn bản số 17/GDVN-HC gửi Chủ tịch Hội đồng bầu cử Quốc gia đề nghị tiến hành xem xét, thẩm tra tư cách đại biểu đối với ông Dương Ngọc Hải do thiếu trách nhiệm trong vụ án lừa đảo chiếm đoạt tài sản xảy ra tại Công ty L&M Việt Nam (những người liên quan gồm bị cáo Nguyễn Thị Bích Thủy, chủ mưu Yee Lip Chee, và kiểm sát viên Viện kiểm sát nhân dân TPHCM Hà Thị Bích Thu).